# Burghaslach
Burghaslach er en købstad (markt) i den mittelfrankiske Landkreis Neustadt an der Aisch-Bad Windsheim i den tyske delstat Bayern.

## Geografi
Nabokommuner er (med uret, fra nord): Geiselwind, Schlüsselfeld, Vestenbergsgreuth, Markt Taschendorf, Scheinfeld og Oberscheinfeld.

### Inddeling
I kommunen er der ud over Burghaslach 15 landsbyer og bebyggelser:
| - Breitenlohe - Burghöchstadt - Freihaslach - Fürstenforst - Gleißenberg | - Hardhof - Kirchrimbach - Münchhof - Niederndorf - Oberrimbach | - Rosenbirkach - Seitenbuch - Unterrimbach - Buchbach - Buchmühle |

## Historie
Burghaslach er nævnt i 1136 i en bekendtgørelse fra Kloster Fulda, der fortæller om en gave fra byen omkring år 800, der giver formodning om, at den er grundlagt allerede i Karolingertiden.
I 1806 bliver Burghaslach en del af Kongeriget Bayern.

## Trafik
Burghaslach ligger tæt ved motorvej A3 Würzburg – Nürnberg, med tilkørsel ved Schlüsselfeld.